# 高玉生
高玉生（こう ぎょくせい、中国語: 高玉生; 拼音: Gāo Yùshēng、1947年10月 - ）は、中華人民共和国の外交官。中華民国河北省（現・中華人民共和国河北省）出身。
1982年、北京大学経済学部世界経済専攻修士課程修了。同年、中国国際問題研究所（現・中国国際問題研究院）に入所。ソ連崩壊前と崩壊後、それぞれ4年ずつモスクワの中国大使館に秘書官・参事官として勤務。
2000年から3年間、在トルクメニスタン中華人民共和国大使を務めた。
2003年、在ウズベキスタン中華人民共和国大使を務めた。2005年、在ウクライナ中華人民共和国大使を務めた。その後、上海協力機構副事務総長を務めた。
2022年、高玉生は中国国際金融30人フォーラムおよび中国社科院国際研究部の内部セミナーで発言して、ロシア・ウクライナ戦争の趨勢とそれが国際秩序に与える影響について論評し、ロシアは戦場で守勢に立たされているだけでなく、他の領域でも敗北の兆候を見せており、打ち負かされるのは時間の問題であると述べた。同年5月10日、中国国際金融30人フォーラムにおける高玉生の発言内容が微信（WeChat）パブリックアカウントで公開され、鳳凰網（Phoenix Media）にも転載されたが、その後削除された。